# 守安祥太郎
守安 祥太郎（もりやす しょうたろう、1924年1月5日 - 1955年9月28日）は、日本のジャズ・ピアニスト。初期モダンジャズのビバップを日本でいち早く体得した先駆者であったが、31歳で早世したため録音がほとんど残されていないことから「幻のピアニスト」とも評されている。

## 来歴
東京都出身。父親は日本酸素、秋田木工拓殖、日米商店、日本絹布捺染などの重役を務めた守安瀧二郎。慶應義塾幼稚舎、慶應義塾普通部を経て、慶應義塾大学経済学部から同大学院に進む。学生時代からクラシック・ピアノに親しみ、大学時代はヨット部の主将だった。ジャズに興味を持ち始めたのは社会人になってからだという。
1949年から、プロのピアニストとして活動開始。1950年代には、五十嵐武要（ドラム）らと共にレギュラー・トリオを編成。当時の日本のジャズ界では、まだビバップというジャンルは浸透していなかったため、守安の演奏は全く新しいジャズとしてミュージシャンの間で話題となった。しかし進歩的すぎるがゆえに、大衆の支持を得る存在にはなれなかった。
音楽理論にも精通しており、理論的な方面からもビバップを解析して周囲の日本人ミュージシャンにレクチャーするなど、指導者的立場にあった。チャーリー・パーカーのめまぐるしい超絶演奏を正確に採譜して、渡辺貞夫を驚かせたというエピソードもある。
1954年7月、横浜市伊勢佐木町のクラブ「モカンボ」で、伝説的なジャム・セッションを行う。守安を中心に、穐吉敏子、渡辺貞夫、宮沢昭、ハナ肇、植木等などが参加した。セッションは3日に及んだが、最終日の演奏はジャズファンの岩味潔が録音しており、1970年代になって『幻の"モカンボ"セッション'54』として発売された。守安の録音はこの時のものしか現存しないが、閃きに満ちたソロと燃え上がるような奏法は、彼のビバップへの理解の深さを裏付けており、当時の熱気を伝える貴重な歴史資料となっている。
その後、ダブル・ビーツというジャズ・バンドに加入したが、ステージ受けを狙ってピアノに背を向けた後ろ手での演奏や、ピアノ鍵盤の蓋を閉めて指を挟まれた状態でも平気で演奏する（指の力が極めて強かった）などの超絶技巧・曲芸弾きを演じるなどの脱線ぶりも見せていた。
晩年には、音楽や生活への悩みから来るノイローゼの傾向があったという。
1955年9月28日、日本国有鉄道山手線目黒駅で電車に飛び込み自殺した。31歳没。その死に際して遺書を残すことはしなかったが、自殺の原因は生活への不安、結婚への不安、さらに自らのバンドが売れないことへの悩みだったとされる。
教え子に、三保敬太郎がいる。

## 人物
当時のジャズメンには珍しく、あまり女遊び（や麻薬への手出し）をしない真面目な性格で、地味な背広に縁なし眼鏡という出立ちは「銀行員」とも呼ばれた（もっとも、生前は売春防止法施行以前の時代で、友人と遊郭に連れ立って出かけたことがあるとの証言も残されている）。

## 家族

### 父方・守安家
- 祖父・守安瀧三郎 - 貿易商。横浜市弁天町で美術雑貨商を営む[5]
- 父・守安瀧次郎（1887年生） - 実業家。瀧三郎の長男。東京高等商業学校卒業後横浜正金銀行に入り、大連支店を経て退職後、欧州遊学、日本酸素の取締役などを経て岩手鉱山、守安金山、横浜製紐を経営、日米商会など、親戚（姉の夫）の岡崎久次郎の関係企業の役員を務めた。[6][7][1]
- 叔父・守安瀧三 - 大日本チタニウム役員[8]。清水組社長清水釘吉の娘婿[1]
- 叔母・ふさ - 日米商会創業者・政治家岡崎久次郎の妻[1]。曾孫にアイリーン・美緒子・スミス
- 叔母・多美 - 日本酸素専務の高橋是福（高橋是清の長男）の妻[1]

### 母方・明渡家
- 祖父・明渡知瑜太郞（1869-1928） - 山口村 (和歌山県)の八太夫の長男に生まれ、大学予備門、開成学校、東京専門学校を出て東京英語学校教師となったのち、南海絹糸紡績創業、鐘淵紡績に吸収合併時に系列の上海製造絹糸副社長就任、退職後ラサ島鉱業所常務を経て中華企業株式会社創業、上海証券物品交易所設立、中華民国政府財政顧問のほか、日華紡織、東亜製麻、朝鮮無煙炭鉱の役員を務めた[9]。
- 母・喜美子 - 和歌山生まれ、京都府立第一高女出身。1920年に結婚。
- 叔父・明渡諭吉 - 膨大なレコードコレクションを持つ遊び人で、明渡家を食いつぶした[10]。
- 従兄弟・雨森康次 - 母の末妹の子。コロンビアレコードディレクターとして古賀政男や美空ひばり、島倉千代子らを担当したが、CBS ・ソニー企画製作二部第一課長に転職後、小田急線ロマンスカーに飛び込み自殺した[11][12]。

## 録音
- 幻のモカンボ・セッション’54（ポリドール） - 1954年横浜のモカンボ・クラブで行われた守安らのジャム・セッションの録音

## 関連書籍
- 「そして、風が走り抜けて行った - ジャズピアニスト・守安祥太郎の生涯」植田紗加栄・著、講談社、1997年 ISBN 978-4062085922